# 圣伯铎堂 (阿斯科利皮切诺)
圣伯铎堂（San Pietro Martire）是一座罗马天主教教堂，哥特式风格，位于意大利马尔凯大区阿斯科利皮切诺 托雷街、索德里尼街和索莱斯特街交叉口的小广场。

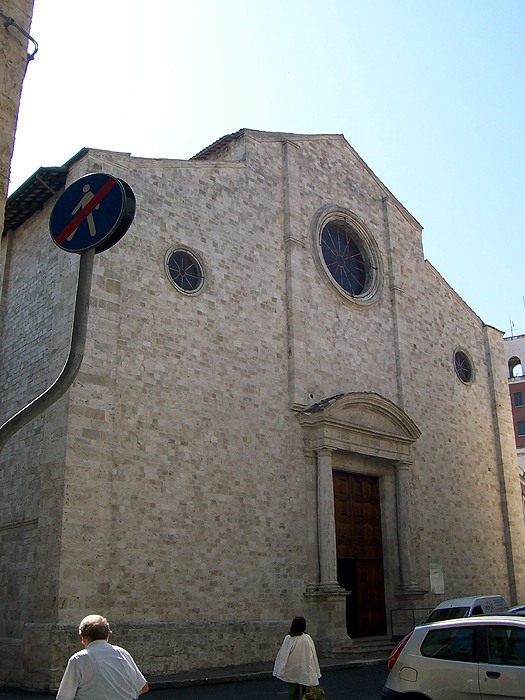
教堂立面

教堂于 1280 年由多明我会兴建，以纪念1250 年维罗纳的圣伯铎修士对阿斯科利的访问。工程一直持续到 16 世纪。石灰华立面有三个圆孔。大门由朱塞佩·吉奥萨法蒂（1643-1731 年）设计。面向小广场的侧门有多立克柱 (1523)，由Cola dell'Amatrice设计。
侧墙上刻有关于城镇税收和海关法的铭文。内部有三个中殿，有许多石灰华祭台。正祭台由朱塞佩·吉奥萨法蒂和拉扎罗·吉奥萨法蒂于 1724 年设计，装饰有路易吉·德沃的玫瑰圣母，两侧是大理石雕像或纯洁与谦逊的寓言。教堂还有洛多维科·特拉西 、朱塞佩·安吉里尼、坎普利的乔瓦尼·巴蒂斯塔·布奥诺科勒和托马索·纳尔迪尼的油画。侧墙上有 13 世纪和 14 世纪的壁画。荆棘王冠的遗物保存在尼古拉·达·坎普利制作的 15 世纪镀金银圣物箱中。 